# Dreux de Vexin
Dreux ou Drogon de Vexin, né vers 990-1000, mort le 2 juillet 1035, fut comte de Vexin et d'Amiens de 1024 à 1035. Il était fils de Gautier II le Blanc, comte de Vexin, d'Amiens et de Valois et d'une certaine Adèle, dont nous ne savons rien.

## Biographie
À la mort de son père, afin de préserver le patrimoine familial, il partagea les comtés avec son frère Raoul III. 
Dreux reçut le Vexin et Amiens et resta fidèle aux capétiens, tandis que Raoul eut le Valois et se rapprocha du comte de Blois, devenu comte de Troyes et de Meaux. Le troisième frère, Foulques, était déjà évêque d'Amiens.
Outre l'alliance capétienne, Dreux II entretient de bonnes relations avec la Normandie, à l'image de ses prédécesseurs. Les enfants du roi anglais Æthelred le Malavisé et d'Emma de Normandie étant réfugiés à Rouen, et pour renforcer une alliance avec la Normandie, Dreux II épousa en 1013 Godgifu, fille d'Æthelred et d'Emma. Ils eurent :
- Gautier III (mort en 1063), comte de Vexin, d'Amiens et du Maine ;
- Foulques II (mort en 1058), évêque d'Amiens ;
- Ralph le Timide (mort en 1057), comte de Hereford.

En 1035, il accompagna le duc de Normandie Robert le Magnifique en pèlerinage à Jérusalem, mais meurt au retour à Nicée, en juin 1035.